# خانه علی یل
خانه علی یل مربوط به دوره پهلوی اول است و در شیراز، محله گودعربان، خیابان احمدی شمالی، پلاک ۲۳ واقع شده و این اثر در تاریخ ۱۰ خرداد ۱۳۸۲ با شمارهٔ ثبت ۸۹۸۴ به‌عنوان یکی از آثار ملی ایران به ثبت رسیده است.